# Кароббіо-дельї-Анджелі
Кароббіо-дельї-Анджелі (італ. Carobbio degli Angeli) — муніципалітет в Італії, у регіоні Ломбардія,  провінція Бергамо.
Кароббіо-дельї-Анджелі розташоване на відстані близько 470 км на північний захід від Рима, 55 км на північний схід від Мілана, 14 км на схід від Бергамо.
Населення — 4671 особа (2014).
Щорічний фестиваль відбувається 9 липня. Покровитель — San Pancrazio.

## Демографія
Населення за роками:

Станом на 1 січня 2023 року в муніципалітеті офіційно проживало 859 іноземців з 38 країн, серед них 299 громадян країн Євросоюзу та 8 громадян України.

## Сусідні муніципалітети
- Больгаре
- Кьюдуно
- Гандоссо
- Горлаго
- Грумелло-дель-Монте
- Трескоре-Бальнеаріо